# Rarities 1971–2003
Rarities 1971–2003 ist ein Kompilationsalbum der britischen Musikgruppe The Rolling Stones, das am 25. November 2005 veröffentlicht wurde.

## Hintergrund
Das Album wurde von dem Unternehmen Starbucks in Amerika herausgegeben, den weltweiten Vertrieb übernahm Virgin Records.
Auf dem Album befinden sich zwölf Eigenkompositionen der Band und vier Cover-Versionen aus den Jahren 1971 bis 2003, denen ein gewisser Seltenheitswert unterstellt wurde – daraus leitet sich der Name „Rarities“ (Raritäten) ab.  Die meisten Lieder sind B-Seiten von Singles bzw. Maxi-Versionen; vielfach handelt es sich dabei um Liveaufnahmen. Die Lieder Mannish Boy und If I Was a Dancer (Dance, Pt. 2) waren schon auf einem anderen Kompilationsalbum, dem 1981 erschienenen Sucking in the Seventies, erhältlich. Das Lied Live with Me stammt nicht, wie im Begleitheft angegeben, vom Live-Album No Security, sondern von der 1996 erschienenen Maxi-Single Wild Horses. Besagtes Wild Horses befindet sich ebenfalls auf Rarities und war erstmals auf dem 1995er Album Stripped erschienen. Lediglich fünf Lieder waren bis dahin nicht auf Alben der Band veröffentlicht worden.
Auf dem Albumcover sind die Bandmitglieder Mick Jagger, Keith Richards, Ron Wood und Charlie Watts während einer Musikdarbietung zu sehen. Das dafür verwendete Bild stammt aus dem Musikvideo zu dem Rolling-Stones-Lied Respectable von 1978; Bassist Bill Wyman, der die Band 1993 verlassen hatte, wurde aus dem Originalfoto herausretuschiert.
Er äußerte gegenüber der britischen Tageszeitung Telegraph der Vorgang sei „disappointing and petty“ (‚enttäuschend und schäbig‘) und ergänzte: „but I don't know whose decision that was. I don't bring those things up.“ (‚aber ich weiß nicht, wessen Entscheidung das war. Ich spreche sowas nicht an.‘).

## Titelliste
1. Fancy Man Blues – 4:48 – B-Seite der Single Mixed Emotions (1989)
2. Tumbling Dice (live) – 4:02 – Outtake aus den Aufnahmen zu Stripped (1995)
3. Wild Horses (live Stripped-Version) – 5:10 – erschien bereits auf Stripped (1995)
4. Beast Of Burden (live) – 5:04 – B-Seite der Single Going To A Go-Go (1982), Live-Version aufgenommen am 25. November 1981 im „Rosemont Horizon“, Chicago (USA)
5. Anyway You Look At It – 4:20 – B-Seite der Single Saint of Me (1998)
6. If I Was A Dancer (Dance Pt. 2) (Mick Jagger/Keith Richards/Ron Wood) – 5:50 – erschien bereits auf Sucking In The Seventies (1981), Outtake aus den Aufnahmen zu Emotional Rescue
7. Miss You (Dance Version) – 7:32 – Extended Remix
8. Wish I'd Never Met You – 4:39 – B-Seite der Single Terrifying (1990)
9. I Just Wanna Make Love To You (live) (Willie Dixon) – 3:55 – B-Seite der Maxi-Single Highwire (1991), Live-Version aufgenommen am 6. Juli 1990 im Wembley-Stadion in Wembley (GB)
10. Mixed Emotions (Chris Kimsey's 12″ Mix) – 6:12 – erschien bereits als A-Seite und teilweise als B-Seite auf verschiedenen Versionen der Maxi-Single Mixed Emotions (1989)
11. Through The Lonely Nights – 4:12 – B-Seite der Single It's Only Rock'n Roll (But I Like It) (1974), Outtake aus den Aufnahmen zu Goats Head Soup
12. Live With Me (live) – 3:47 – B-Seite der Single Wild Horses (Stripped-Version) (1996)
13. Let It Rock (live) (Chuck Berry) – 2:46 – B-Seite der Single Brown Sugar (nur in der GB-Ausgabe, 1971), Live-Version aufgenommen in der University of Leeds am 13. März 1971
14. Harlem Shuffle (NY Mix) (Bob Relf/Ernest Nelson) – 5:48 – erschien bereits als A-Seite der Maxi-Single Harlem Shuffle (1986), die Version auf Rarities 1971–2003 ist jedoch 47 Sekunden kürzer.
15. Mannish Boy (live) (McKinley Morganfield/Ellas McDaniel/Mel London) – 4:28 – erschien bereits auf dem Album Love You Live (1977), Live-Version aufgenommen am 4. oder 5. März 1977 im „El Mocambo Club“ in Toronto (Kanada)
16. Thru And Thru (live) – 6:39 – erschien bereits auf der DVD Four Flicks (2003), Live-Version aufgenommen am 16. oder 18. Januar 2003 im Madison Square Garden in New York City (USA)